# ТЕС Нірабуп
ТЕС Нірабуп (Neerabup) – теплова електростанція на заході Австралії.
В 2009 році на майданчику станції ввели в дію дві встановлені на роботу у відкритому ціиклі газові турбіни потужністю по 165 МВт. 
Як паливо використовують природний газ, що надходить по перемичці завдовжки 30 км від трубопроводу Дампір – Банбері. 
Для видалення продуктів згоряння призначені два димаря заввишки по 35 метрів.
Видача продукції відбувається під напругою 330 кВ.